# Rudolf Edlinger

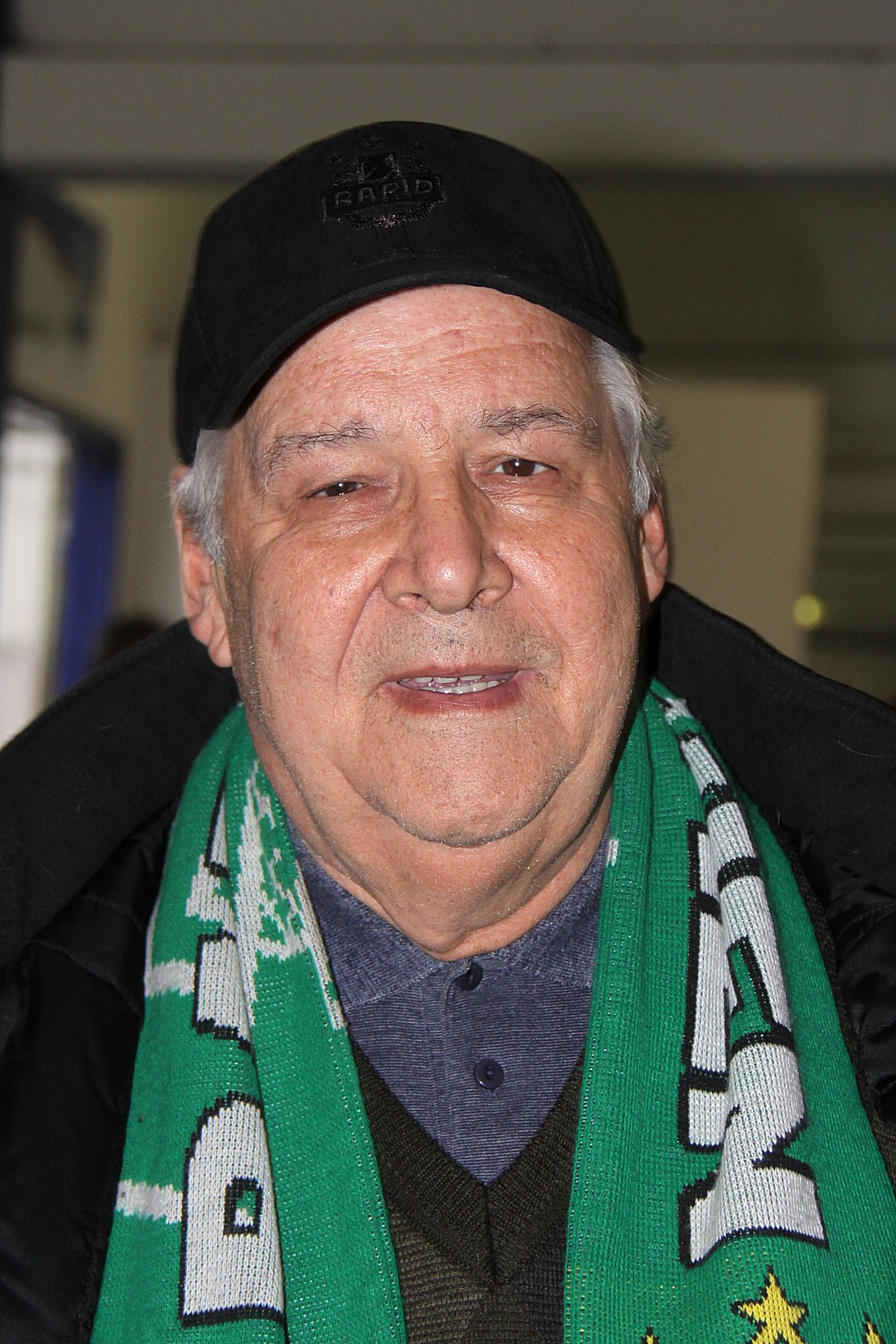
Rudolf Edlinger (2010)

Rudolf Edlinger (* 20. Februar 1940 in Wien; † 21. August 2021) war ein österreichischer Politiker (SPÖ) und Fußballfunktionär.

## Leben
Nach Volks- und Realschule absolvierte Rudolf Edlinger eine Ausbildung zum Lithographen (1954–1957) bei »Waldheim-Eberle« in Wien, diesen Beruf übte er bis 1962 aus. Auf dem Zweiten Bildungsweg absolvierte er die Handelsschule und danach den Lehrgang für Werbung und Verkauf an der Wirtschaftsuniversität Wien.
Ab 1969 saß Edlinger im Wiener Gemeinderat und war anschließend zehn Jahre Stadtrat.
Von 1997 bis 2000 war er Bundesminister für Finanzen in der Regierung unter Bundeskanzler Viktor Klima. Anschließend blieb er bis 2002 Abgeordneter zum Nationalrat und Budgetsprecher der SPÖ.
Von 2001 bis 2013 war er Präsident des österreichischen Bundesligavereines Rapid Wien. Ab 2003 war er Präsident des Dokumentationsarchivs des österreichischen Widerstandes. In dieser Funktion folgte ihm Michael Häupl nach. Er starb im August 2021 im Alter von 81 Jahren und wurde am Wiener Zentralfriedhof bestattet.
2025 wurde der Gemeindebau in der Deutschordenstraße 7–25 im 14. Wiener Gemeindebezirk in Rudolf-Edlinger-Hof benannt.

## Politische Funktionen
- Bezirkssekretär der SPÖ Wien/Währing (1964–1968)
- Abgeordneter zum Wiener Landtag und Mitglied des Wiener Gemeinderates (1969–1986)
- Landesparteisekretär der SPÖ Wien (1976–1981)
- Vorsitzender des Landtagsklubs der SPÖ Wien (1981–1986)
- Amtsführender Stadtrat für Wohnbau und Stadterneuerung (1986–1994)
- Amtsführender Stadtrat für Finanzen und Wirtschaftspolitik (1994–1997)
- Bundesminister für Finanzen (1997–2000)

## Auszeichnungen
- Großes Goldenes Ehrenzeichen am Bande für Verdienste um die Republik Österreich[7] (2000)
- Bürger ehrenhalber der Stadt Wien (2009)
- Ehrenpräsident des SK Rapid Wien[8] (2014)